# Тревор Брукінг
Тревор Брукінг (англ. Trevor Brooking, нар. 2 жовтня 1948, Баркінг-і-Дадженам) — англійський футболіст, півзахисник.

## Клубна кар'єра
У дорослому футболі дебютував 1967 року виступами за команду клубу «Вест Гем Юнайтед», в якій провів сімнадцять сезонів, взявши участь у 528 матчах чемпіонату.  Більшість часу, проведеного у складі «Вест Гем Юнайтед», був основним гравцем команди. Відомий як автор єдиного голу у фіналі Кубка Англії 1980 року, який приніс команді, що представляла на той час другий англійський дивізіон, третій в її історій титул володаря Кубка Англії.
Завершив професійну ігрову кар'єру в ірландському клубі «Корк Сіті», за команду якого провів дві гри у 1985 році.

## Виступи за збірну
1974 року дебютував в офіційних матчах у складі національної збірної Англії. Протягом кар'єри у національній команді, яка тривала 9 років, провів у формі головної команди країни 47 матчів, забивши 5 голів.
У складі збірної був учасником чемпіонату Європи 1980 року в Італії, чемпіонату світу 1982 року в Іспанії.

## Титули і досягнення
- Володар Кубка Англії (2):

«Вест Гем Юнайтед»: 1974-75, 1979-80
- Переможець Другого дивізіону (1):

«Вест Гем Юнайтед»: 1980-81